# Hervé Tadié
 (mai 2018).
Si vous disposez d'ouvrages ou d'articles de référence ou si vous connaissez des sites web de qualité traitant du thème abordé ici, merci de compléter l'article en donnant les références utiles à sa vérifiabilité et en les liant à la section « Notes et références ».
Pour les articles homonymes, voir Tadié.
Hervé Tadié est un écrivain camerounais de langue française. Il réside actuellement en Côte d'Ivoire. Auteur principalement de nouvelles, genre qu'il affectionne particulièrement, il travaille actuellement à la rédaction de son premier roman.

## Biographie
Hervé Tadié est né en 1978 à Yaoundé au Cameroun. Après des études en sciences il quitte son pays pour aller étudier en Côte d'Ivoire. Parallèlement à ses études il entame une carrière discrète d'écrivain. Il se distingue vite par son talent en devenant lauréat du Prix du jeune écrivain francophone pour l'année 2005. Rapidement repéré par les éditeurs c'est avec l'atelier de presse qu'il publie Le Fils de l'homme, son premier recueil de nouvelles. Hélas la collaboration s'arrête là, l'éditeur faisant faillite deux mois après la parution du livre. Loin de se laisser abattre, il continue à écrire, des nouvelles essentiellement et collabore avec la revue Amina.
Mais c'est aux éditions 93 qu'il retrouvera son second souffle avec la publication Des points de misères, un recueil de nouvelles ayant l'Afrique pour thématique. Ainsi, avec beaucoup d'humour et de poésie il y décrit le quotidien des petites gens, tiraillés entre leurs traditions et la misère que leur inflige le monde moderne. Jonglant avec le sérieux et la dérision, Hervé Tadié oriente ses lecteurs vers un nouveau genre littéraire africain, plus riche de sentiments et plus discret de ressentiments.